# Tag der Abrechnung – Der Amokläufer von Euskirchen
Tag der Abrechnung – Der Amokläufer von Euskirchen ist ein dokumentarisches Filmdrama des Regisseurs Peter Keglevic aus dem Jahr 1994, das auf dem ebenfalls 1994 im Amtsgericht Euskirchen verübten Amoklauf- und Bombenanschlag von Euskirchen basiert.

## Handlung
Der Busfahrer Erwin Mikolajczyk führt ein eigenbrötlerisches Leben. Der Waffensammler, der selbst Mitglied in einem Sportschützenverein ist, gilt als Außenseiter. Sein Fetisch ist das Sammeln von Gummistiefeln. Nachdem er seine Freundin Lena verprügelt hat, zeigt diese ihn an und Erwin wird wegen Körperverletzung zu einer Geldstrafe von insgesamt 7.200 DM verurteilt. Er erschießt mehrere im Gerichtsgebäude anwesende Personen, unter anderem zwei Rechtsanwälte und den Richter, und zündet anschließend eine Bombe, mit der er sich selbst in die Luft sprengt und das Gebäude verwüstet.

## Kritik
„Ein grundsolides Fernsehspiel in zurückhaltender Inszenierung, das seine Überzeugungskraft dem präzisen Drehbuch sowie den bemerkenswert guten Darstellern verdankt.“

„Verstörende Lebensgeschichte eines Verlierers“

## Hintergrund
Der Film basiert auf einer wahren Begebenheit, die sich am 9. März 1994 in einem Nebengebäude des Amtsgerichts Euskirchen ereignete, bei der sieben Menschen getötet und acht schwer verletzt wurden.

## Auszeichnungen
- 1995: Bayerischer Filmpreis (Darstellerpreis für Cornelia Froboess)